# Coupe de la Ligue portugaise de football 2025-2026
Navigation
Coupe de la Ligue 2024-2025 Coupe de la Ligue 2026-2027
La Coupe de la ligue portugaise de football 2025-2026 (pt : Taça da liga), est la dix-neuvième édition de la coupe de la Ligue portugaise de football.

## Déroulement de la compétition

### Format
Le format de cette compétition est identique à celui de la précédente édition. La compétition commence par des quarts de finale. Les vainqueurs de ces rencontres dispute un final four avec les demi-finales et la finale disputées en quelques jours dans le même stade.

### Calendrier
| Tour | Nom              | Date                | Participants |
| 1    | Quarts de finale | 29 octobre 2025     | 8            |
| 2    | Demi-finales     | 6 et 7 janvier 2026 | 4            |
| 3    | Finale           | 10 janvier 2026     | 2            |

### Équipes
Au total, 8 équipes s'affronteront dans la Coupe de la Ligue 2025-2026 : 

- Les 6 premières équipes de la Liga Portugal Betclic 2024-2025
- Les 2 premières équipes de la Liga Portugal 2 SABSEG 2024-2025

| Équipes de la Liga Portugal Betclic 2024-2025     | Équipes de la Liga Portugal Betclic 2024-2025 | Équipes de la Liga Portugal Betclic 2024-2025 |
| ------------------------------------------------- | --------------------------------------------- | --------------------------------------------- |
| Sporting CP (1er)                                 | SL Benfica (2e)                               | FC Porto (3e)                                 |
| SC Braga (4e)                                     | CD Santa Clara (5e)                           | Vitória SC (6e)                               |
| Équipes de la Liga Portugal 2 Meu Super 2024-2025 |                                               |                                               |
| CD Tondela (1er)                                  | FC Alverca (2e)                               |                                               |

## Résultats

### Tableau
|  | Quarts de finale                                      | Quarts de finale                                      | Quarts de finale                                      | Quarts de finale                                      |  |  | Demi-finales                                          | Demi-finales                                          | Demi-finales                                          | Demi-finales                                          |  |  | Finale                                                 | Finale                                                 | Finale                                                 | Finale                                                 |
|  |                                                       |                                                       |                                                       |                                                       |  |  |                                                       |                                                       |                                                       |                                                       |  |  |                                                        |                                                        |                                                        |                                                        |
|  | 29 octobre 2025 - Estádio José Alvalade XXI, Lisbonne | 29 octobre 2025 - Estádio José Alvalade XXI, Lisbonne | 29 octobre 2025 - Estádio José Alvalade XXI, Lisbonne | 29 octobre 2025 - Estádio José Alvalade XXI, Lisbonne |  |  | 6 janvier 2026 - Estádio Dr. Magalhães Pessoa, Leiria | 6 janvier 2026 - Estádio Dr. Magalhães Pessoa, Leiria | 6 janvier 2026 - Estádio Dr. Magalhães Pessoa, Leiria | 6 janvier 2026 - Estádio Dr. Magalhães Pessoa, Leiria |  |  | 10 janvier 2026 - Estádio Dr. Magalhães Pessoa, Leiria | 10 janvier 2026 - Estádio Dr. Magalhães Pessoa, Leiria | 10 janvier 2026 - Estádio Dr. Magalhães Pessoa, Leiria | 10 janvier 2026 - Estádio Dr. Magalhães Pessoa, Leiria |
|  | 29 octobre 2025 - Estádio José Alvalade XXI, Lisbonne | 29 octobre 2025 - Estádio José Alvalade XXI, Lisbonne | 29 octobre 2025 - Estádio José Alvalade XXI, Lisbonne | 29 octobre 2025 - Estádio José Alvalade XXI, Lisbonne |  |  | 6 janvier 2026 - Estádio Dr. Magalhães Pessoa, Leiria | 6 janvier 2026 - Estádio Dr. Magalhães Pessoa, Leiria | 6 janvier 2026 - Estádio Dr. Magalhães Pessoa, Leiria | 6 janvier 2026 - Estádio Dr. Magalhães Pessoa, Leiria |  |  | 10 janvier 2026 - Estádio Dr. Magalhães Pessoa, Leiria | 10 janvier 2026 - Estádio Dr. Magalhães Pessoa, Leiria | 10 janvier 2026 - Estádio Dr. Magalhães Pessoa, Leiria | 10 janvier 2026 - Estádio Dr. Magalhães Pessoa, Leiria |
|  | Sporting CP                                           |                                                       |                                                       |                                                       |  |  | 6 janvier 2026 - Estádio Dr. Magalhães Pessoa, Leiria | 6 janvier 2026 - Estádio Dr. Magalhães Pessoa, Leiria | 6 janvier 2026 - Estádio Dr. Magalhães Pessoa, Leiria | 6 janvier 2026 - Estádio Dr. Magalhães Pessoa, Leiria |  |  | 10 janvier 2026 - Estádio Dr. Magalhães Pessoa, Leiria | 10 janvier 2026 - Estádio Dr. Magalhães Pessoa, Leiria | 10 janvier 2026 - Estádio Dr. Magalhães Pessoa, Leiria | 10 janvier 2026 - Estádio Dr. Magalhães Pessoa, Leiria |
|  |                                                       |                                                       |                                                       |                                                       |  |  | 6 janvier 2026 - Estádio Dr. Magalhães Pessoa, Leiria | 6 janvier 2026 - Estádio Dr. Magalhães Pessoa, Leiria | 6 janvier 2026 - Estádio Dr. Magalhães Pessoa, Leiria | 6 janvier 2026 - Estádio Dr. Magalhães Pessoa, Leiria |  |  | 10 janvier 2026 - Estádio Dr. Magalhães Pessoa, Leiria | 10 janvier 2026 - Estádio Dr. Magalhães Pessoa, Leiria | 10 janvier 2026 - Estádio Dr. Magalhães Pessoa, Leiria | 10 janvier 2026 - Estádio Dr. Magalhães Pessoa, Leiria |
|  | FC Alverca                                            |                                                       |                                                       |                                                       |  |  | 6 janvier 2026 - Estádio Dr. Magalhães Pessoa, Leiria | 6 janvier 2026 - Estádio Dr. Magalhães Pessoa, Leiria | 6 janvier 2026 - Estádio Dr. Magalhães Pessoa, Leiria | 6 janvier 2026 - Estádio Dr. Magalhães Pessoa, Leiria |  |  | 10 janvier 2026 - Estádio Dr. Magalhães Pessoa, Leiria | 10 janvier 2026 - Estádio Dr. Magalhães Pessoa, Leiria | 10 janvier 2026 - Estádio Dr. Magalhães Pessoa, Leiria | 10 janvier 2026 - Estádio Dr. Magalhães Pessoa, Leiria |
|  |                                                       |                                                       |                                                       |                                                       |  |  |                                                       |                                                       |                                                       |                                                       |  |  | 10 janvier 2026 - Estádio Dr. Magalhães Pessoa, Leiria | 10 janvier 2026 - Estádio Dr. Magalhães Pessoa, Leiria | 10 janvier 2026 - Estádio Dr. Magalhães Pessoa, Leiria | 10 janvier 2026 - Estádio Dr. Magalhães Pessoa, Leiria |
|  | 29 octobre 2025 - Estádio do Dragão, Porto            |                                                       |                                                       |                                                       |  |  |                                                       |                                                       |                                                       |                                                       |  |  | 10 janvier 2026 - Estádio Dr. Magalhães Pessoa, Leiria | 10 janvier 2026 - Estádio Dr. Magalhães Pessoa, Leiria | 10 janvier 2026 - Estádio Dr. Magalhães Pessoa, Leiria | 10 janvier 2026 - Estádio Dr. Magalhães Pessoa, Leiria |
|  |                                                       |                                                       |                                                       |                                                       |  |  |                                                       |                                                       |                                                       |                                                       |  |  | 10 janvier 2026 - Estádio Dr. Magalhães Pessoa, Leiria | 10 janvier 2026 - Estádio Dr. Magalhães Pessoa, Leiria | 10 janvier 2026 - Estádio Dr. Magalhães Pessoa, Leiria | 10 janvier 2026 - Estádio Dr. Magalhães Pessoa, Leiria |
|  | FC Porto                                              |                                                       |                                                       |                                                       |  |  |                                                       |                                                       |                                                       |                                                       |  |  | 10 janvier 2026 - Estádio Dr. Magalhães Pessoa, Leiria | 10 janvier 2026 - Estádio Dr. Magalhães Pessoa, Leiria | 10 janvier 2026 - Estádio Dr. Magalhães Pessoa, Leiria | 10 janvier 2026 - Estádio Dr. Magalhães Pessoa, Leiria |
|  |                                                       | 7 janvier 2026 - Estádio Dr. Magalhães Pessoa, Leiria |                                                       |                                                       |  |  |                                                       |                                                       |                                                       |                                                       |  |  | 10 janvier 2026 - Estádio Dr. Magalhães Pessoa, Leiria | 10 janvier 2026 - Estádio Dr. Magalhães Pessoa, Leiria | 10 janvier 2026 - Estádio Dr. Magalhães Pessoa, Leiria | 10 janvier 2026 - Estádio Dr. Magalhães Pessoa, Leiria |
|  | Vitória SC                                            |                                                       |                                                       |                                                       |  |  |                                                       |                                                       |                                                       |                                                       |  |  | 10 janvier 2026 - Estádio Dr. Magalhães Pessoa, Leiria | 10 janvier 2026 - Estádio Dr. Magalhães Pessoa, Leiria | 10 janvier 2026 - Estádio Dr. Magalhães Pessoa, Leiria | 10 janvier 2026 - Estádio Dr. Magalhães Pessoa, Leiria |
|  |                                                       |                                                       |                                                       |                                                       |  |  |                                                       |                                                       |                                                       |                                                       |  |  |                                                        |                                                        |                                                        |                                                        |
|  | 29 octobre 2025 - Estádio da Luz, Lisbonne            |                                                       |                                                       |                                                       |  |  |                                                       |                                                       |                                                       |                                                       |  |  |                                                        |                                                        |                                                        |                                                        |
|  |                                                       |                                                       |                                                       |                                                       |  |  |                                                       |                                                       |                                                       |                                                       |  |  |                                                        |                                                        |                                                        |                                                        |
|  | SL Benfica                                            |                                                       |                                                       |                                                       |  |  |                                                       |                                                       |                                                       |                                                       |  |  |                                                        |                                                        |                                                        |                                                        |
|  |                                                       |                                                       |                                                       |                                                       |  |  |                                                       |                                                       |                                                       |                                                       |  |  |                                                        |                                                        |                                                        |                                                        |
|  | CD Tondela                                            |                                                       |                                                       |                                                       |  |  |                                                       |                                                       |                                                       |                                                       |  |  |                                                        |                                                        |                                                        |                                                        |
|  |                                                       |                                                       |                                                       |                                                       |  |  |                                                       |                                                       |                                                       |                                                       |  |  |                                                        |                                                        |                                                        |                                                        |
|  | 29 octobre 2025 - Estádio Municipal de Braga, Braga   |                                                       |                                                       |                                                       |  |  |                                                       |                                                       |                                                       |                                                       |  |  |                                                        |                                                        |                                                        |                                                        |
|  |                                                       |                                                       |                                                       |                                                       |  |  |                                                       |                                                       |                                                       |                                                       |  |  |                                                        |                                                        |                                                        |                                                        |
|  | SC Braga                                              |                                                       |                                                       |                                                       |  |  |                                                       |                                                       |                                                       |                                                       |  |  |                                                        |                                                        |                                                        |                                                        |
|  |                                                       |                                                       |                                                       |                                                       |  |  |                                                       |                                                       |                                                       |                                                       |  |  |                                                        |                                                        |                                                        |                                                        |
|  | CD Santa Clara                                        |                                                       |                                                       |                                                       |  |  |                                                       |                                                       |                                                       |                                                       |  |  |                                                        |                                                        |                                                        |                                                        |
|  |                                                       |                                                       |                                                       |                                                       |  |  |                                                       |                                                       |                                                       |                                                       |  |  |                                                        |                                                        |                                                        |                                                        |
|  |                                                       |                                                       |                                                       |                                                       |  |  |                                                       |                                                       |                                                       |                                                       |  |  |                                                        |                                                        |                                                        |                                                        |

### Quarts de finale
| 29 octobre 2025 | Sporting CP | -   | FC Alverca | Estádio José Alvalade XXI, Lisbonne |
|                 |             | (-) |            |                                     |
|                 | [ Rapport]  |     |            |                                     |

| 29 octobre 2025 | SL Benfica | -   | CD Tondela | Estádio da Luz, Lisbonne |
|                 |            | (-) |            |                          |
|                 | [ Rapport] |     |            |                          |

| 29 octobre 2025 | SC Braga   | -   | CD Santa Clara | Estádio Municipal de Braga, Braga |
|                 |            | (-) |                |                                   |
|                 | [ Rapport] |     |                |                                   |

| 29 octobre 2025 | FC Porto   | -   | Vitória SC | Estádio do Dragão, Porto |
|                 |            | (-) |            |                          |
|                 | [ Rapport] |     |            |                          |

### Demi-finales
| 6 janvier 2026 |            | -   |  | Estádio Dr. Magalhães Pessoa, Leiria |
|                |            | (-) |  |                                      |
|                | [ Rapport] |     |  |                                      |

| 7 janvier 2026 |            | -   |  | Estádio Dr. Magalhães Pessoa, Leiria |
|                |            | (-) |  |                                      |
|                | [ Rapport] |     |  |                                      |

### Finale
| 10 janvier 2026 |            | -   |  | Estádio Dr. Magalhães Pessoa, Leiria |
|                 |            | (-) |  |                                      |
|                 | [ Rapport] |     |  |                                      |